# Vua sư tử II: Niềm kiêu hãnh của Simba
Vua sư tử II: Niềm kiêu hãnh của Simba (tiếng Anh: The Lion King II: Simba's Pride) là phần 2 của bộ phim hoạt hình nổi tiếng Vua sư tử do hãng Walt Disney sản xuất năm 1994. Phim cũng lấy bối cảnh thảo nguyên Xavana ở Châu Phi như phần 1, nhưng nội dung của nó lại xoay quanh mối tình giữa Kiara - con gái Simba và Nala với Kovu, con trai nuôi của Scar (người chú ruột và cũng là kẻ thù không đội trời chung của Simba) và được nuôi dạy bởi Zira để trả thù cho cái chết của Scar và trở thành vua,vì Kovu là người được chọn bởi Scar để trở thành vị vua tiếp theo trước khi chết.
Bộ phim không đơn thuần là một tác phẩm hoạt hình cho thiếu nhi mà còn chứa đựng nhiều tính nhân văn cao cả. Tình yêu và tấm lòng nhân hậu là sức mạnh lớn lao vượt qua mọi kẻ thù.

## Tựa đề tiếng Anh
Tựa đề tiếng Anh có nghĩa là "Vua sư tử II: Bầy sư tử của Simba". Từ Pride trong tựa phim tiếng Anh không có nghĩa là "niềm tự hào hay kêu hãnh" mà có nghĩa là "bầy sư tử". "PrideLands" trong phim có nghĩa là vùng đất của bầy Simba hay vùng đất thượng đẳng và "Outlands" là vùng đất ngoại lai hay vùng đất hạ đẳng, không thuộc bầy Simba.

## Tóm tắt nội dung
Sau khi lên ngôi vua, Simba và Nala cùng nhau có một đứa con gái, được đặt tên là Kiara. Cô bé tò mò, hiếu động giống như cha mình hồi nhỏ nên Simba đã phải nhờ hai người bạn già là Timon và Pumba trông chừng. Nhưng có lần Kiara đã lén trốn khỏi họ, đi lang thang một mình vào rừng. Cô bé tình cờ gặp chú sư tử đực cùng trang lứa tên Kovu, bọn trẻ làm quen qua việc cứu nhau thoát khỏi bầy cá sấu. Trong lúc chúng đang trò chuyện rất vui thì Simba kéo bầy đàn ập đến. Zira - mẹ của cậu bé Kovu (vợ của Scar) cũng xông tới, lôi con mình trở về. Hai đứa bé chỉ kịp liếc mắt tạm biệt nhau.
Kovu bị mẹ và anh chị nhồi nhét những suy nghĩ thù hận vào đầu để trả thù cho Scar cha mình. Tuổi thơ tủi cực vì mang thân phận bị trục xuất khỏi vương quốc, Kovu lớn lên chỉ với một khao khát: Giết chết vua sư tử Simba.
Ngày tháng trôi qua, cô bé Kiara ngày nào giờ đã thành thiếu nữ. Simba luôn muốn con trở thành nữ hoàng nối nghiệp mình dù Kiara có vẻ không thích điều ấy.
Zira đã sắp đặt một âm mưu hiểm độc: Mụ nổi lửa trong cánh rừng nơi công chúa Kiara dạo chơi rồi để Kovu cứu mạng cô. Mục đích của màn kịch này là để cho cậu ta lấy lòng tin của Simba. Tuy nhiên, sau này Kovu đã yêu Kiara thật lòng nên tìm cách nói toàn bộ sự thật với cô. Nhưng khi chưa kịp thực hiện ý định đó, Kovu đã mắc mưu của Zira, hại Simba suýt chết. Lần đầu tiên trong đời, Kovu chống lại mẹ và anh chị, giúp Simba chạy trốn. Anh của cậu chết khi cố đuổi theo giết vua. Zira đổ trách nhiệm lên đứa con trai út Kovu và đuổi cậu đi. Còn Simba càng ghét bỏ cậu, lưu đày cậu khỏi lãnh thổ của ông vĩnh viễn. Kovu bơ vơ không còn nơi nào để quay về. Kiara đau khổ vì người yêu bị trục xuất, cô bỏ nhà rong ruổi khắp thảo nguyên để tìm ra cậu.
Tình yêu mãnh liệt giữa Kiara và Kovu đã vượt qua mọi sự cá trở, cả hai quyết tâm đến với nhau và cùng ngăn chặn cuộc chiến giữa Simba và Zira.
Khi cuộc chiến xảy ra cân sức, bất phân thắng bại, họ trở thành cấu nối giữa hòa bình. Kiara đã nói với cha rằng: "Họ không hề khác chúng ta, họ cũng giống chúng ta. Bởi vì chúng ta là một..." Simba nhớ lại ngày xưa ông cũng từng dạy cô như thế.
Kiara đã giúp Simba và mọi người hiểu ra nếu cứ ngoan cố thì thù hận sẽ nối tiếp đời đời không dứt. Nhưng Zira quyết ám hại Simba một lần nữa. Mụ cuối cùng phải trả giá bằng cái chết của mình. Sau trận chiến, Simba thừa nhận sai lầm của ông và chấp nhận Kovu là một phần của bầy đàn, chào đón sự trở lại của nhóm sư tử bao gồm chị ruột của Kovu đã bị trục xuất trước đây. Kovu và Kiara được sống hạnh phúc bên nhau.

### Thân thế của Kovu
Tuy là con của Zira nhưng Kovu không phải là con đẻ của Scar và được Scar nhận nuôi vì có vẻ như Zira đã giao phối ngoài luồng với cha đẻ bí ẩn của Kovu trong khoảng thời gian không rõ ràng theo như tiết lộ trong phim đến từ Nuka, con cả của Zira (Ban đầu, các nhà làm phim chỉ định Kovu sẽ là con ruột của Scar, tuy nhiên, Micheal Eisner đã quyết định rằng Kovu không nên có bất kỳ mối liên hệ gì đến Scar, vì nó sẽ dẫn đến sự loạn luân giữa cậu và Kiara như là " những người anh em họ đầu tiên" bởi vì Kiara sẽ phải yêu người chú họ của mình).
Có thông tin khác, theo Darrell Rooney sau đó thừa nhận rằng Kovu là một đứa trẻ mồ côi và không có mối quan hệ sinh học với Zira và Scar, thay vào đó, Kovu là con trai nuôi của cả hai. Tuy nhiên, yêu cầu này không bao giờ được trở thành hiện thực.

## Nhạc phim
1."He Lives In You"-"Người ngự trị trong bạn"
2."We Are One"-Chúng ta là một
3."My Lubally"-"Khúc hát ru của ta"
4."Upendi"-"Tình yêu"
5."Not one of us"-"Không giống như chúng ta"
6."Love will find a way"-"Tình yêu sẽ tìm được lối"
7."We are one"(Respise)